# Charles Carson
Charles Carson, född 16 augusti 1885 i London, död 5 augusti 1977 i samma stad, var en brittisk skådespelare.

## Rollista i urval
- 1936 – Spioncentral Stockholm
- 1936 – Spioner i hälarna
- 1937 – Eld över England
- 1937 – Gabrielle
- 1952 – Målaren på Moulin Rouge
- 1955 – De flögo österut
- 1956 – Han gav sig aldrig
- 1962 – The Avengers (TV-serie)
- 1963 – Thomasinas äventyr
- 1971 – Familjen Ashton (TV-serie)